# 2008 UEFA 챔피언스리그 결승전
2008 UEFA 챔피언스리그 결승전은 2008년 5월 21일 22시 45분(MSD)에 열린 축구 경기이다. 이 경기는 UEFA 챔피언스리그의 53번째 결승전이자, 개편 이후로는 16번째 결승전이다. 러시아 모스크바에 위치한 루즈니키 스타디움에서 열렸으며, 잉글랜드의 클럽팀인 맨체스터 유나이티드와 첼시가 맞붙었다. 같은 국가를 연고로 한 두 팀의 대결은 2000년과 2003년에도 있었으며, 잉글랜드에서는 처음 있는 일이었다. 경기는 1-1 무승부를 기록한 후, 승부차기에서 맨체스터 유나이티드가 6-5로 승리하여 우승을 차지하였다.
이 경기는 대회 역사상 가장 동쪽에서 개최된 경기이며, 첼시가 사상 최초로 결승에 진출한 경기이기도 하다.
2007년 10월 31일, 결승전 로고 디자인이 결정되었으며, 1980년대 소비에트 연방의 골키퍼였던 리나트 다사예프가 결승전 홍보 대사에 임명되었다.

## 개최지 선정
유럽 축구 연맹(UEFA)은 2006년 10월 4일에 슬로베니아 류블랴나에서 열린 집행위원회 회의에서 2008 UEFA 챔피언스리그 결승전 개최지를 러시아 모스크바에 위치한 루즈니키 스타디움으로 선정했다.

## 배경
맨체스터 유나이티드는 결승 이전 프리미어리그의 우승을 차지한 상태였으며, 2007-08 챔피언스리그에서는 무패로 결승에 진출하였다. 첼시는 자국 리그에서 맨체스터 유나이티드에 2점차 뒤져 준우승을 차지했으며, 2007-08 챔피언스리그에서는 1패만을 거두며 결승에 진출하였다. 프리미어리그 2007-08에서 맨체스터 유나이티드는 올드 트래퍼드에서 첼시에 2-0 승리를 거두었고, 첼시는 스탬포드 브리지에서 맨체스터 유나이티드에 2-1로 승리를 거두었다. 컵 경기에서 두 팀이 만난 경기는 2007년 FA컵 결승이었는데, 연장 승부끝에 첼시가 1-0으로 승리하였다. 그 외 2007 커뮤니티 실드에서 1-1 무승부를 거둔 끝에 승부차기에서 맨체스터 유나이티드가 3-0으로 이긴 전력이 있기도 하다.

## 결승까지의 경기
| 팀                  | 전 | 승 | 무 | 패 | 득 | 실 | 차  | 점수 |
| ------------------- | -- | -- | -- | -- | -- | -- | --- | ---- |
| 맨체스터 유나이티드 | 6  | 5  | 1  | 0  | 13 | 4  | +9  | 16   |
| AS 로마             | 6  | 3  | 2  | 1  | 11 | 6  | +5  | 11   |
| 스포르팅 CP         | 6  | 2  | 1  | 3  | 9  | 8  | +1  | 7    |
| FC 디나모 키예프    | 6  | 0  | 0  | 6  | 4  | 19 | −15 | 0    |

| 팀         | 전 | 승 | 무 | 패 | 득 | 실 | 차 | 점수 |
| ---------- | -- | -- | -- | -- | -- | -- | -- | ---- |
| 첼시       | 6  | 3  | 3  | 0  | 9  | 2  | +7 | 12   |
| 샬케 04    | 6  | 2  | 2  | 2  | 5  | 4  | +1 | 8    |
| 로센보르그 | 6  | 2  | 1  | 3  | 6  | 10 | −4 | 7    |
| 발렌시아   | 6  | 1  | 2  | 3  | 2  | 6  | −4 | 5    |

### 맨체스터 유나이티드

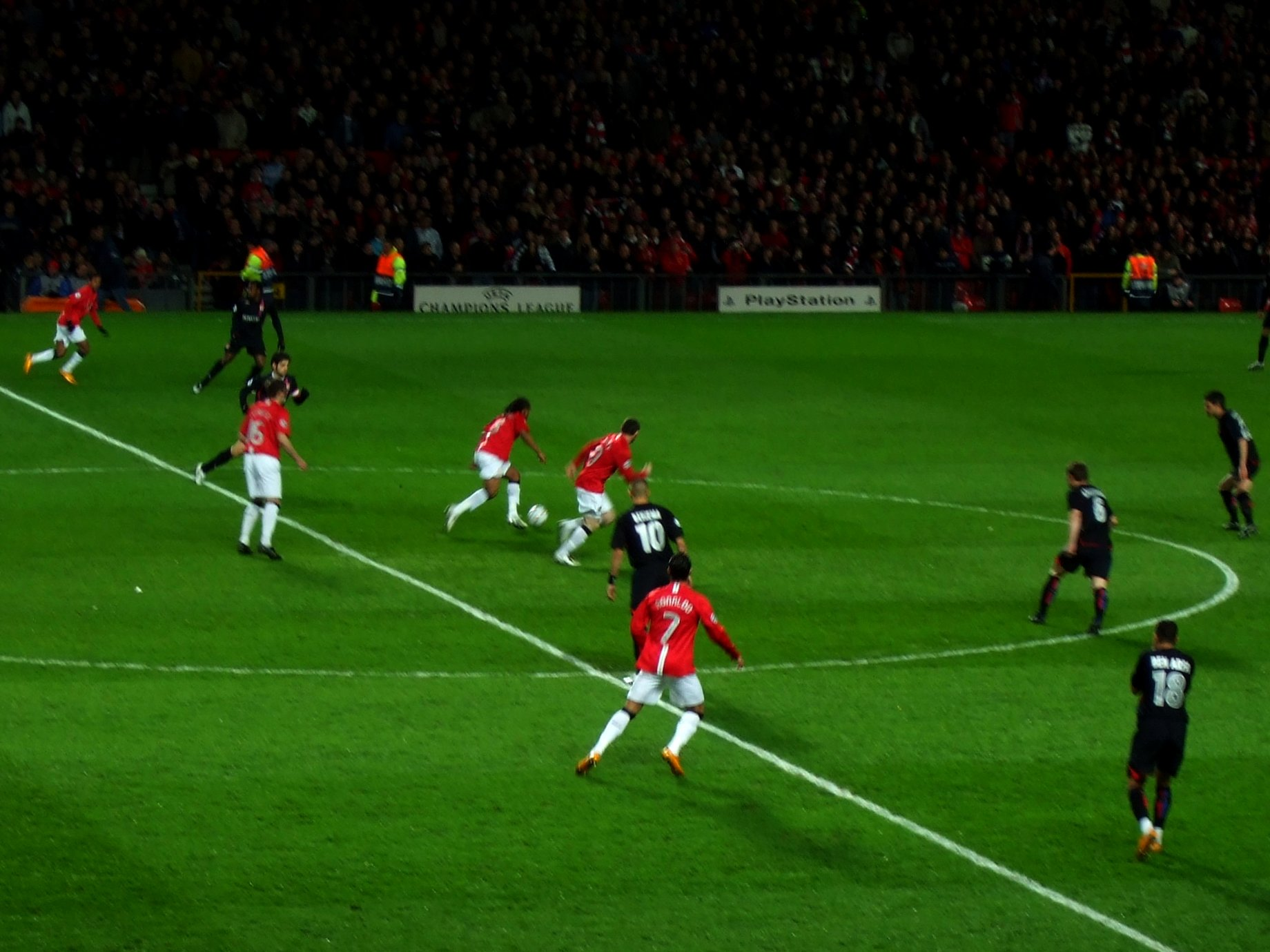
올드 트래퍼드에서 열린 맨유와 리옹의 16강 2차전.

맨체스터 유나이티드는 로마, 스포르팅 CP, 디나모 키예프와 함께 F조에 배정되었다. 맨체스터 유나이티드는 6차전 로마와의 경기에서 1-1 무승부를 거두기전까지 5경기를 모두 승리하며, 일찌감치 16강 진출을 확정지었다.
16강전에서, 맨체스터 유나이티드는 올랭피크 리옹을 만나 원정에서 카를로스 테베즈의 골로 1-1를 거두었다. 2차전에서 크리스티아누 호날두의 골로 1-0으로 승리하며, 도합 2-1로 다음 라운드에 진출하였다. 8강전에서는 다시 로마와 맡붙게 되었으며, 이는 양팀의 유럽 대회 5번째와 6번째 대결이었다. 맨체스터 유나이티드가 총합 3-0으로 승리하였으며, 특히 맨체스터 유나이티드의 챔피언스리그 홈 11경기 연속 승리 기록이 달성되기도 하였다.
준결승에서 맨유는 바르셀로나를 만났으며, 양팀은 UEFA 챔피언스리그 1998-99 토너먼트에서 맡붙은 적이 있었다. 또한 이 둘은 8번 만나 2번씩의 승리와 무승부, 패배 기록을 가지고 있었다. 캄 노우에서 열린 1차전에서 맨체스터 유나이티드는 크리스티아누 호날두가 페널티 킥을 실축하며, 0-0 무승부를 거두었다. 올드 트래퍼드에서 열린 2차전에서 전반 14분에 터진 폴 스콜스의 골에 힙입어 맨체스터 유나이티드는 바르셀로나를 도합 1-0으로 물리치고 결승에 진출하였다. 이로써 맨체스터 유나이티드는 챔피언스리그 홈 12경기 무패 행진을 이어갔다.

### 첼시

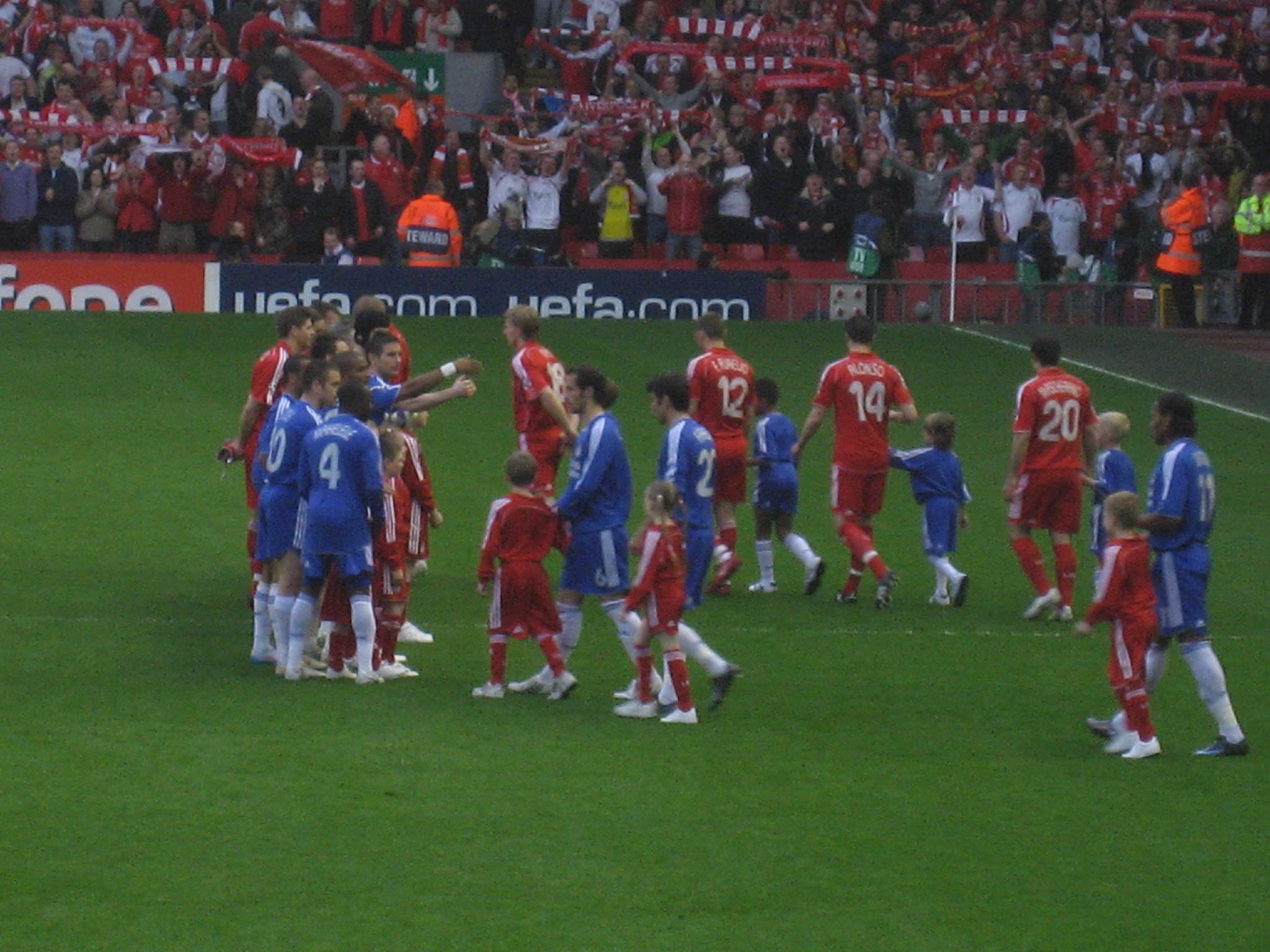
안필드에서 열린 첼시와 리버풀의 준결승 1차전.

첼시는 샬케 04, 로센보르그, 발렌시아와 함께 죽음의 조로 평가되는 B조에 편성되었다. 첼시의 첫 번째 경기는 홈구장인 스탬포드 브리지에서 열린 로젠보리와의 경기였으며, 1-1 무승부를 거두었다. 이틀 후 첼시의 감독인 조제 모리뉴는 표면적으로는 구단과의 상호 계약 해지를 이유로 감독직에서 물러나게 되었다. 모리뉴의 후임으로는 전 이스라엘 감독인 아브람 그랜트에게 돌아갔다. 첼시의 두 번째 상대는 스페인의 발렌시아였는데, 2-1로 첼시가 승리하였다. 첼시의 다음 두 경기는 독일의 샬케 04와의 경기였다. 첫 번째 경기는 첼시의 홈에서 치러졌으며, 첼시가 2-0으로 승리했다. 두 번째 경기는 0-0 무승부를 기록하였다. 첼시의 남은 두 경기는 로젠보리전 4-0 승리와 발렌시아전 0-0 무승부였다. 첼시는 6경기에서 승점 12점을 챙기며 토너먼트전에 진출하였다.
첼시는 16강전에서 올림피아코스를 만나게 되었다. 아테네에서 열린 첫 번째 경기에서 0-0 무승부를 기록한 첼시는 2차전에서 미하엘 발라크, 프랭크 램파드, 살로몬 칼루의 골에 힘입어 3-0으로 승리하고 다음 경기에 진출하였다. 첼시의 8강전 상대는 터키의 페네르바흐체였다. 1차전에서 2-1로 패한 첼시는 2차전에서 발라크와 램파드의 골로 2-0으로 승리하며, 도합 3-2로 준결승에 진출하였다.
첼시는 준결승에서 잉글랜드 라이벌 리버풀을 만나게 되었다. 이는 4시즌 연속으로 상대한 것이기도 하였다. 안필드에서 열린 1차전은 1-1 무승부로 끝났는데, 이 경기에서 첼시는 95분에 터진 욘 아르네 리세의 자책골로 동점을 이루며 다음 경기에서 유리한 고지를 선점하였다. 2차전에서 첼시는 전반 33분 디디에 드로그바, 연장 8분 프랭크 램파드, 연장 15분 디디에 드로그바의 골로 3-2로 승리하며, 클럽 역사상 최초로 결승에 진출하였다.

## 경기

### 경기 이전

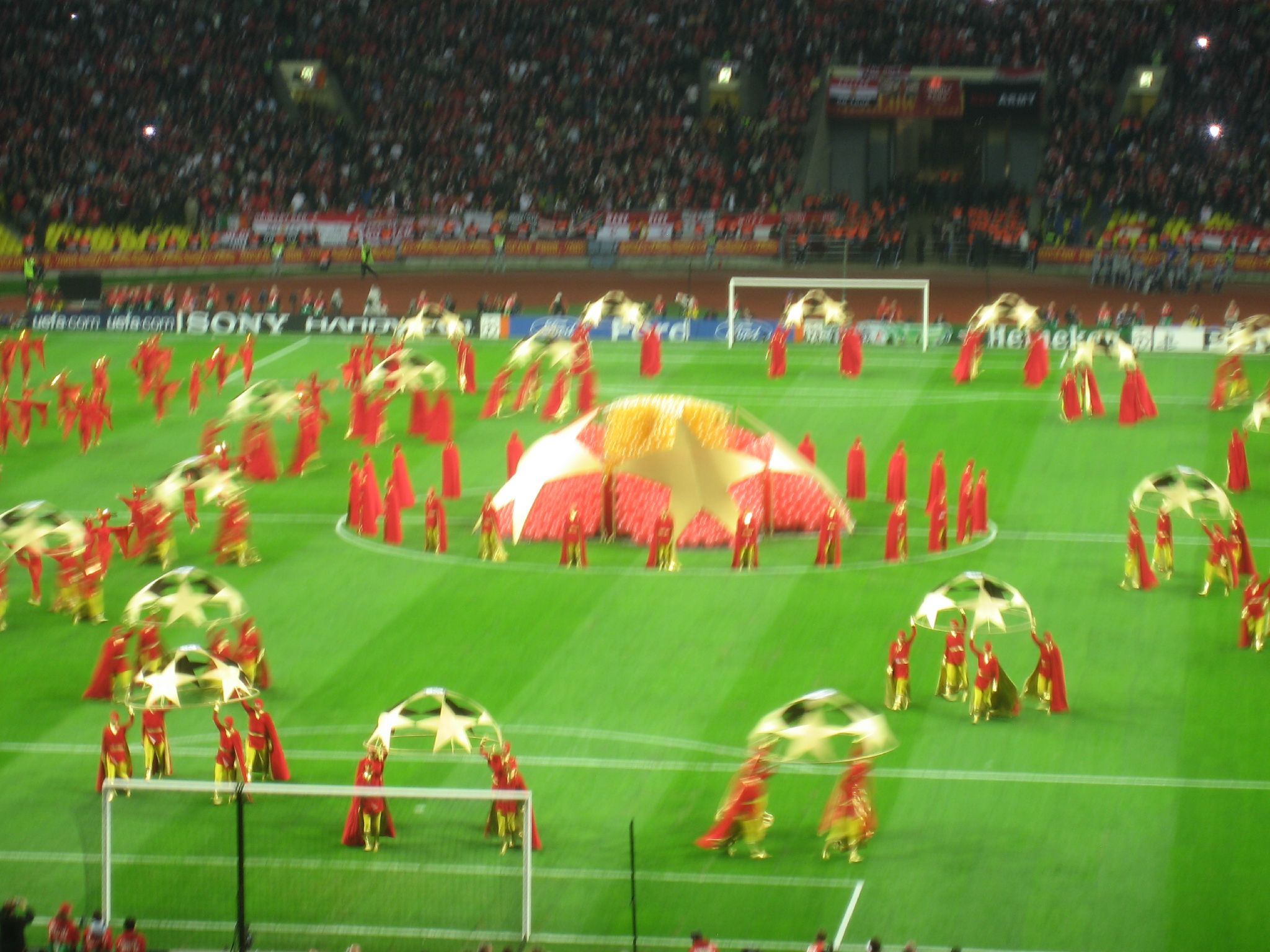
개최 행사.

알렉스 퍼거슨은 폴 스콜스를 중앙 미드필더에 내보내겠다고 발표하였다. 또한 수비형 미드필더를 선호하는 오언 하그리브스를 오른쪽 미드필더에 배치하였다. 이 과정에서 박지성이 결장하게 되었다. 이 밖에 크리스티아누 호날두를 왼쪽 윙에 두어 마이클 에시엔을 견제하게 하였다.
아브람 그랜트는 살로몽 칼루 대신 플로랑 말루다를 왼쪽 윙어로 두기로 하였다. 그는 또한 파울루 페헤이라와 줄리아누 벨레치 대신 마이클 에시엔을 오른쪽 수비수에 배치하였다. 나머지 첼시 선수들의 라인업은 예측 가능했으며, 존 테리, 프랭크 램파드, 디디에 드록바 등이 선발로 출장하게 되었다.

### 경기 요약

#### 전반전
전반 26분 폴 스콜스와 웨스 브라운이 첼시의 오른쪽 라인 부근에서 패스를 주고 받다 웨스 브라운이 크리스티아누 호날두에 크로스를 날려 주었다. 호날두는 이를 헤딩으로 연결하여 선취 득점에 성공하였다. 첼시는 33분 프랭크 램파드의 크로스가 디디에 드로그바의 헤딩 슛으로 연결되었으나 득점으로 성공하진 못했다. 여기서 미하엘 발라크의 마크를 받고 있던 맨유의 리오 퍼디낸드는 자책골을 기록할 뻔 했으나, 에드빈 판 데르 사르가 선방하였다.
맨체스터 유나이티드는 전반의 남은 시간 동안 공격적인 경기를 주도하였다. 웨인 루니가 호날두에게 롱패스를 연결하였고, 호날두는 카를로스 테베즈에게 공을 연결하였다. 그러나 페트르 체흐가 선방하여 맨유의 두 번째 골은 수포로 돌아갔다. 첼시는 또한 마이클 캐릭에게도 슛을 허용하였으나, 체흐는 다시 한 번 이를 막아내었다.
첼시는 방어에 치중하다 역습으로 경기를 전환하였다. 마이클 에시엔의 장거리 슛이 네마냐 비디치와 퍼디낸드에게 굴절되어 판 데 사르에게 흘러가는 것을 램파드가 전진하여 동점골로 연결하였다.
전반 종료 직후, 알렉스 퍼거슨 맨유 감독은 주심인 류보시 미헬의 판정에 대해 거친 항의를 하기도 하였다.

#### 후반전
램파드의 동점골은 첼시의 경기 분위기에 큰 반전을 주었다. 그럼에도 맨체스터 유나이티드는 첼시의 파상공세를 효과적으로 방어하였다. 첼시는 54분 마이클 에시엔의 강한 슈팅과 이후 터진 미하엘 발라크의 중거리 슛으로 맨체스터 유나이티드를 압도하였다. 그러나 첼시의 가장 아쉬웠던 득점 기회는 77분 드로그바의 슈팅이 골대를 강타한 것이었다. 4분 뒤 드로그바는 조 콜의 낮은 크로스를 공중으로 날려 기회를 다시 한 번 놓치고 말았다. 한편 라이언 긱스는 폴 스콜스와 교체되며 맨유에서 759번째 출장을 하게 되었다. 라이언 긱스의 슛은 결정적인 역할을 할 뻔 했으나, 이 슛은 존 테리에게 가로막혔다.

#### 연장전
경기는 결국 연장으로 이어졌다. 양팀 모두 두 번째 골을 넣을 기회를 놓치고 말았는데, 램파드의 왼발 슛이 크로스바 위를 강타하기도 하였고, 긱스의 슛이 테리의 헤딩에 가로 막혔다. 한편 이후 선수들간의 몸싸움이 벌어졌고, 이 과정에서 드로그바가 비디치의 뺨을 때려 퇴장을 당했다. 이 퇴장은 2006년 아스널의 골키퍼 옌스 레만의 퇴장 이후 결승 대회 두 번째 퇴장이기도 하다.

#### 승부차기
리오 퍼디낸드가 동전 던지기에서 이겨 맨체스터 유나이티드가 선축을 하게 되었다. 테베즈의 슛은 체흐를 완전히 속였고, 뒤이에 발라크가 강한 슛으로 판 데르 사르를 무력화 시켰다. 캐릭과 줄리아누 벨레치도 골을 성공시켰다. 크리스티아누 호날두는 특유의 완급 드리블 슛으로 체흐를 혼란시키려 하였으나, 체흐는 오른쪽으로 몸을 날리며 이를 막아내었다. 램파드와 하그리브스는 완벽하게 득점하였다. 애슐리 콜의 슛은 판 데르 사르의 손을 맞고 들어갔다. 루이스 나니의 슛도 성공하자, 남은 건 첼시의 주장 존 테리에게 달려있었다. 그러나 테리는 빗물에 미끄러지면서 볼을 잘못 건드렸고, 판 데르 사르는 반대로 방향을 잡았으나, 테리의 슛이 오른쪽 골대에서 크게 벗어나 패배를 면하게 되었다.
안데르송과 칼루의 골로 승부차기 스코어는 5-5를 유지하였다. 긱스가 성공적으로 골을 기록하였고, 이어 판 데르 사르가 니콜라스 아넬카가 왼쪽으로 날린 슛을 펀칭해내며, 경기는 결국 맨체스터 유나이티드의 3번째 우승으로 끝이났다.

### 경기 상세 내용
| 맨체스터 유나이티드                                          | 1 – 1 (연장전) | 첼시                                                    |
| ------------------------------------------------------------ | -------------- | ------------------------------------------------------- |
| 호날두 26′                                                   | 리포트         | 램퍼드 45′                                              |
| 승부차기                                                     |                |                                                         |
| 테베스 · 캐릭 · 호날두 · 하그리브스 · 나니 · 안데르송 · 긱스 | 6 – 5          | 발라크 · 벨레치 · 램퍼드 · A. 콜 · 테리 · 칼루 · 아넬카 |

| 맨체스터 유나이티드 | 첼시 |

|               |    |                      |      |        |
|               |    |                      |      |        |
| GK            | 1  | 에드빈 판 데르 사르  |      |        |
| RB            | 6  | 웨스 브라운          |      | 120+5′ |
| CB            | 5  | 리오 퍼디낸드 (주장) | 43′  |        |
| CB            | 15 | 네마냐 비디치        | 111′ |        |
| LB            | 3  | 파트리스 에브라      |      |        |
| RM            | 4  | 오언 하그리브스      |      |        |
| CM            | 18 | 폴 스콜스            | 21′  | 87′    |
| CM            | 16 | 마이클 캐릭          |      |        |
| LM            | 7  | 크리스티아누 호날두  |      |        |
| CF            | 10 | 웨인 루니            |      | 101′   |
| CF            | 32 | 카를로스 테베즈      | 116′ |        |
| 교체 명단:    |    |                      |      |        |
| GK            | 29 | 토마시 쿠슈차크      |      |        |
| DF            | 22 | 존 오셔              |      |        |
| DF            | 27 | 미카엘 실베스트르    |      |        |
| MF            | 8  | 안데르손             |      | 120+5′ |
| MF            | 11 | 라이언 긱스          |      | 87′    |
| MF            | 17 | 루이스 나니          |      | 101′   |
| MF            | 24 | 대런 플레처          |      |        |
| 감독:         |    |                      |      |        |
| 알렉스 퍼거슨 |    |                      |      |        |

|               |    |                   |      |        |
|               |    |                   |      |        |
| GK            | 1  | 페트르 체흐       |      |        |
| RB            | 5  | 마이클 에시엔     | 118′ |        |
| CB            | 6  | 히카르두 카르발류 | 45′  |        |
| CB            | 26 | 존 테리 (주장)    |      |        |
| LB            | 3  | 애슐리 콜         |      |        |
| DM            | 4  | 클로드 마켈렐레   | 21′  | 120+4′ |
| CM            | 13 | 미하엘 발락       | 116′ |        |
| CM            | 8  | 프랭크 램파드     |      |        |
| RW            | 10 | 조 콜             |      | 99′    |
| LW            | 15 | 플로랑 말루다     |      | 92′    |
| CF            | 11 | 디디에 드록바     | 116′ |        |
| 교체 명단:    |    |                   |      |        |
| GK            | 23 | 카를로 쿠디치니   |      |        |
| DF            | 33 | 알렉스            |      |        |
| DF            | 35 | 줄리아누 벨레치   |      | 120+4′ |
| MF            | 12 | 존 오비 미켈      |      |        |
| FW            | 7  | 안드리 셰우첸코   |      |        |
| FW            | 21 | 살로몬 칼루       |      | 92′    |
| FW            | 39 | 니콜라스 아넬카   |      | 99′    |
| 감독:         |    |                   |      |        |
| 아브람 그랜트 |    |                   |      |        |

| UEFA 선정 맨 오브 더 매치: 에드빈 판 데르 사르 (맨체스터 유나이티드) 팬 선정 맨 오브 더 매치: 크리스티아누 호날두 (맨체스터 유나이티드) 부심: Roman Slyško (슬로바키아) Martin Balko (슬로바키아) 대기심: Vladimir Hriňák (슬로바키아) |

### 통계
전반전
|            | 맨체스터 유나이티드 | 첼시 |
| ---------- | ------------------- | ---- |
| 득점       | 1                   | 1    |
| 슈팅       | 5                   | 6    |
| 유효 슈팅  | 3                   | 1    |
| 점유율     | 59%                 | 41%  |
| 코너킥     | 2                   | 2    |
| 반칙       | 5                   | 9    |
| 오프사이드 | 0                   | 1    |
| 경고       | 2                   | 2    |
| 퇴장       | 0                   | 0    |

후반전
|            | 맨체스터 유나이티드 | 첼시 |
| ---------- | ------------------- | ---- |
| 득점       | 0                   | 0    |
| 슈팅       | 4                   | 14   |
| 유효 슈팅  | 0                   | 1    |
| 점유율     |                     |      |
| 코너킥     | 2                   | 4    |
| 반칙       | 9                   | 9    |
| 오프사이드 | 0                   | 1    |
| 경고       | 0                   | 0    |
| 퇴장       | 0                   | 0    |

연장전
|            | 맨체스터 유나이티드 | 첼시 |
| ---------- | ------------------- | ---- |
| 득점       | 0                   | 0    |
| 슈팅       | 3                   | 4    |
| 유효 슈팅  | 2                   | 1    |
| 점유율     |                     |      |
| 코너킥     | 1                   | 2    |
| 반칙       | 8                   | 7    |
| 오프사이드 | 1                   | 0    |
| 경고       | 2                   | 2    |
| 퇴장       | 0                   | 1    |

총합
|            | 맨체스터 유나이티드 | 첼시 |
| ---------- | ------------------- | ---- |
| 득점       | 1                   | 1    |
| 슈팅       | 12                  | 24   |
| 유효 슈팅  | 5                   | 3    |
| 점유율     | 58%                 | 42%  |
| 코너킥     | 5                   | 8    |
| 반칙       | 22                  | 25   |
| 오프사이드 | 1                   | 2    |
| 경고       | 4                   | 4    |
| 퇴장       | 0                   | 1    |

- UEFA Full Time Report
- UEFA Full Time Statistics

## 반응

### 종료 직후
존 테리는 그랜트 감독의 품에 안겨 눈물을 흘렸고, 이후 그랜트는 드로그바와 자신의 메달을 첼시 관중들에게 던져 주었다.
맨체스터 유나이티드는 첼시의 은메달 수여식을 양 옆에서 호위해주었으며, 첼시 선수들이 내려간 후, 뮌헨 대참사의 생존자이자 1968년 맨체스터 유나이티드
가 유러피언 컵에서 우승할 당시 맨유의 주장이었던, 보비 찰튼이 우승 메달을 수여하였다. 퍼디낸드와 긱스가 우승 컵을 들고 환호하였다.
경기 직후, 풀럼 브로드웨이 역에서 격분한 일부 첼시팬들에 의해 작은 폭동이 일어났다.

### 경기 이후
맨체스터 유나이티드의 알렉스 퍼거슨 감독은 박지성에게 출장 기회를 주지 않은 것에 대해 사과하였고, 크리스티아누 호날두의 이적설을 그 자리에서 일축시켰다.
히카르두 카르발류, 프랭크 램파드, 아브람 그랜트는 존 테리를 향한 야유를 모두 막아주었다. 그러나 수석 코치인 헹크 텐 케이트는 "드로그바가 퇴장당하지 않았다면 5번째 키커는 그가 되었을 것이며 테리의 실축은 없었을 것이다"라며 드로그바를 비난했다. 실축하기 전부터 이미 뾰루퉁한 ("Le Sulk") 표정을 지었던 니콜라스 아넬카는 준비 운동이 덜된 탓에 승부차기에 나서고 싶지 않았다고 변명했다.
첼시 구단측은 패배의 충격을 자책하는 테리에게 정신과 치료를 제공해주었다. 테리는 첼시 공식 홈페이지에 사과 글을 게재하기도 하였다. 한편, 테리는 테베즈에게 침을 뱉었다는 이유로 고발당하였으나, UEFA는 이를 기각하였다.
패배의 결과로, 디디에 드로그바, 안드리 셰우첸코, 알렉스, 페트르 체흐는 이적설에 휩싸이기도 했다.
또한 아브람 그랜트의 거취도 불안정해졌다. 구단주 로만 아브라모비치와 피터 캐년, 브루스 벅 등 첼시 운영진은 4일안에 그랜트의 임기가 종료될 것이라고 선언하였다. 그러나 그랜트는 경기 직후 3일만에 경질당하였다.
한편 우승팀인 맨체스터 유나이티드는 UEFA컵 우승팀인 제니트와 2008년 UEFA 슈퍼컵을 놓고 일전을 벌이게 됐으며, 2008년 FIFA 클럽 월드컵에 UEFA 대표로서 출전할 자격이 주어졌다.

## 같이 보기
- 2007-08년 UEFA 챔피언스리그
- 2008 UEFA컵 결승
- 2008년 UEFA 슈퍼컵
- 2008년 FIFA 클럽 월드컵